# Bukovec (Plzeň)
Bukovec è un comune della Repubblica Ceca facente parte del distretto di Domažlice, nella regione di Plzeň.

## Monumenti e luoghi d'interesse
- Castello di Bukovec